# Marginalzelle
Marginalzellen sind zystidenartige Hyphenenden auf der Lamellenschneide. Sie sind meist weniger differenziert und damit weniger auffällig als gewöhnliche Zystiden. Außerdem entspringen sie nicht im Subhymenium, sondern tiefer im Lamellentrama. Es sind also Pseudozystiden. Oft sind sie mehr oder weniger haarartig geformt, ähnlich den Hyphenenden der Hutdeckschicht, können aber auch leicht keulig oder gegabelt sein. Bisweilen werden sie auch mit Parazystiden gleichgesetzt.